# River Pinn
River Pinn är ett vattendrag i Storbritannien.   Det ligger i grevskapet Greater London och riksdelen England, i den södra delen av landet, 22 km väster om huvudstaden London.